# Дальс-Лэнгед
Дальс-Лэнгед (швед. Dals Långed) — город в муниципалитете Бенгтсфорс в провинции Дальсланд, Швеция с населением в 1349 человек .

## В обществе
В Дальс-Лэнгед есть несколько пристаней для яхт, два небольших супермаркета, тренажёрный зал, парикмахерская, общественная сауна, стоматолог, кафе, библиотека, художественная галерея и два общественных дома.

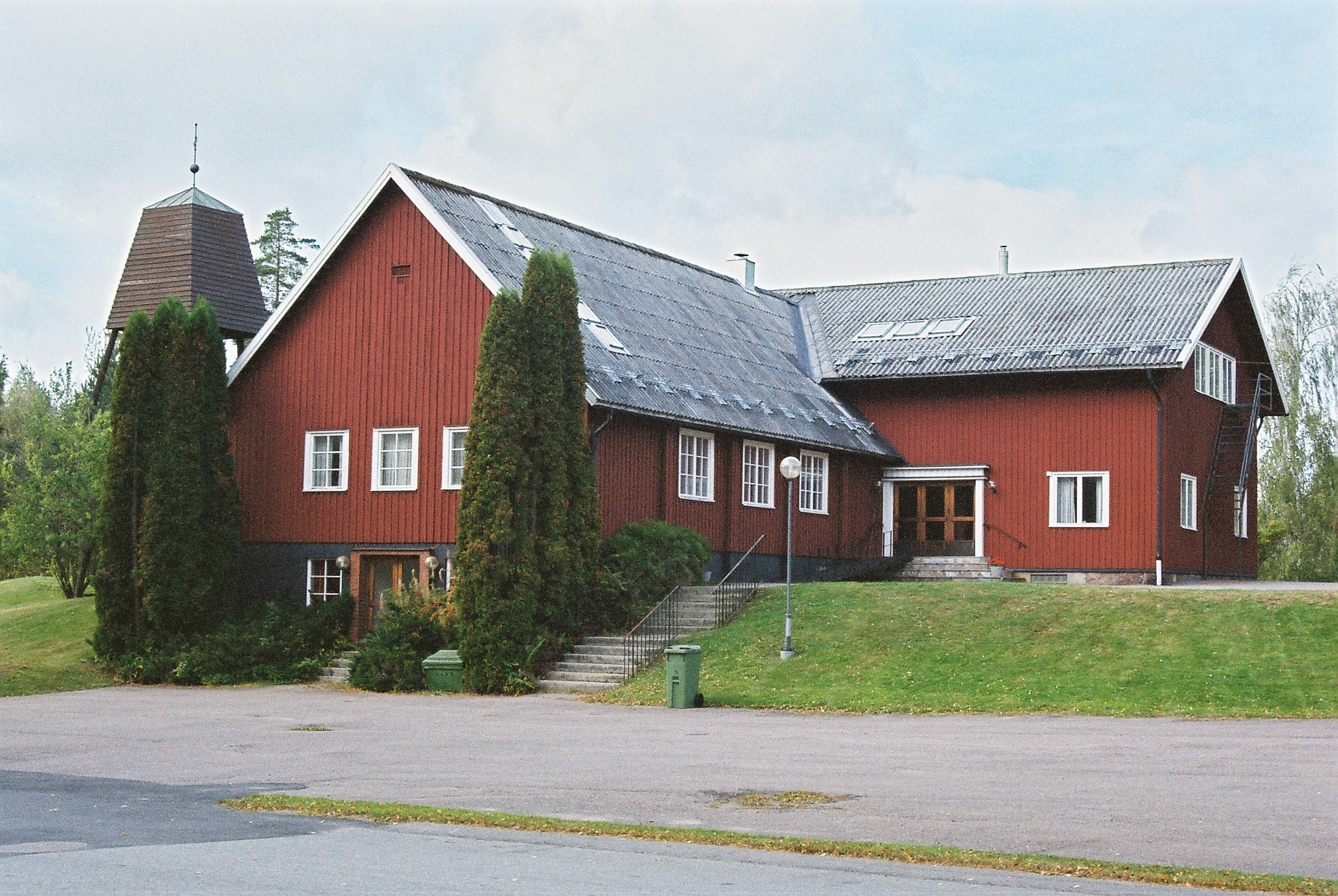
Церковь Дальс-Лэнгед (2003)

Церковь Дальс-Лэнгед расположена в деревянном здании, изначально построенном как школьный дом в 1880 году и переоборудованном в церковь в 1972 году.
Дальс-Лэнгед имеет богатую культурную жизнь, которая в основном объясняется художественными программами, предлагаемыми на курорте. 